# 李瑟菲
李瑟菲（韓語：이슬비，1991年4月24日—），韓國女演員，出道至2014年間使用藝名賈媛（韓語：가원），後改以本名活動，2018年再度更名為李河允（韓語：이하윤）。

## 演出作品

### 電視劇
- 2010年：SBS《婦產科》飾演 林勝敏
- 2010年：MBC《暴風的戀人》飾演 娜拉
- 2011年：KBS《公主的男人》飾演 小櫻
- 2012年：KBS《新娘面具》飾演 沈順伊
- 2012年：tvN《玻璃假面》飾演 金荷娜／徐靜荷
- 2012年：KBS《大王之夢》飾演 智炤夫人
- 2013年：KBS《最佳李純信》飾演 朴燦美
- 2014年：tvN《魔女的戀愛》飾演 吳琳芝
- 2015年：SBS《魔女之城》飾演 徐香
- 2016年：MBC《再一次 Happy Ending》飾演 宋素恩
- 2016年：MBC《爸爸，我來伺候你》飾演 方美珠
- 2016年：tvN《孤單又燦爛的神－鬼怪》（特別出演）

### 電影
- 2009年：《舉起金剛》
- 2011年：《奇怪的客人們》
- 2011年：《與敵同寢》